# Грегорі Абель
Грегорі Едвард Абель (нар. 1 червня 1962 року) — канадський бізнесмен, голова правління та генеральний директор Berkshire Hathaway Energy, а також віце-голова з питань нестрахових операцій Berkshire Hathaway з січня 2018 року. 3 травня 2025 року було оголошено, що він стане наступником Воррена Баффета на посаді головного виконавчого директора Berkshire Hathaway.

## Раннє життя та освіта
Грегорі Едвард Абель народився 1 червня 1962 року в Едмонтоні, Альберта.
У дитинстві Абель пробував різні заробітки, такі як розповсюдження листівок та повернення пляшок, щоб заробити гроші. Він також працював різноробочим у компанії з виробництва лісової продукції. У дитинстві він захоплювався хокеєм та футболом.
Він отримав ступінь бакалавра з бухгалтерського обліку в Університеті Альберти в 1984 році та є сертифікованим бухгалтером AICPA.

## Кар'єра
Абель розпочав свою кар'єру дипломованим бухгалтером у компанії PricewaterhouseCoopers у їхньому офісі в Сан-Франциско. У 1992 році він приєднався до CalEnergy, виробника геотермальної електроенергії. У 1999 році CalEnergy придбала MidAmerican Energy, прийнявши її назву, а Berkshire Hathaway пізніше того ж року придбала контрольний пакет акцій. Абель став генеральним директором MidAmerican у 2008 році, а компанію було перейменовано на Berkshire Hathaway Energy у 2014 році.
У січні 2018 року Абеля було призначено віце-головою Berkshire Hathaway з питань нестрахових операцій та призначено до ради директорів Berkshiree Hathaway.
Абель також є віце-головою Edison Electric Institute та директором AEGIS Limited, Kraft Heinz, Nuclear Electric Insurance Limited, Hockey Canada Foundation, Mid-Iowa Council Boy Scouts of America та American Foundation of American Football Coaches Foundation. Він був членом ради опікунів Університету Дьюка та Університету Дрейка.
В інтерв'ю у травні 2021 року Воррен Баффет підтвердив, що Абель стане своїм майбутнім наступником на посаді генерального директора Berkshire Hathaway. Початком цього переходу вважається те, як Абель впорався з поглинанням CalEnergy британської комунальної компанії в 1990-х роках.
У червні 2022 року він продав свою 1% частку в Berkshire Hathaway Energy за 870 мільйонів доларів.
У жовтні 2022 року було оголошено, що Абель придбав 168 акцій Berkshire класу А вартістю приблизно 68 мільйонів доларів. Це дорівнює приблизно середній ціні придбання акцій у 404 761,90 доларів. До цієї останньої покупки Абель володів п'ятьма акціями класу А та 2363 акціями класу B, згідно з попередніми заявками.
3 травня 2025 року Воррен Баффет заявив: «Настав час, коли Грег має стати головним виконавчим директором компанії наприкінці року», тим самим проклавши шлях для Абеля, щоб зайняти місце Баффета на посаді генерального директора Berkshire Hathaway.

## Відзнаки
У 2018 році він отримав премію Гораціо Алджера.